# (7353) Kazuya
(7353) Kazuya (1995 AC1) – planetoida z pasa głównego asteroid okrążająca Słońce w ciągu 4,12 lat w średniej odległości 2,57 j.a. Odkryta 6 stycznia 1995 roku.